# Geely Icon
Geely Icon (кит. 吉利ICON) — субкомпактный кроссовер, выпускающийся китайской компанией Geely Automobile с 24 февраля 2020 года.

## История

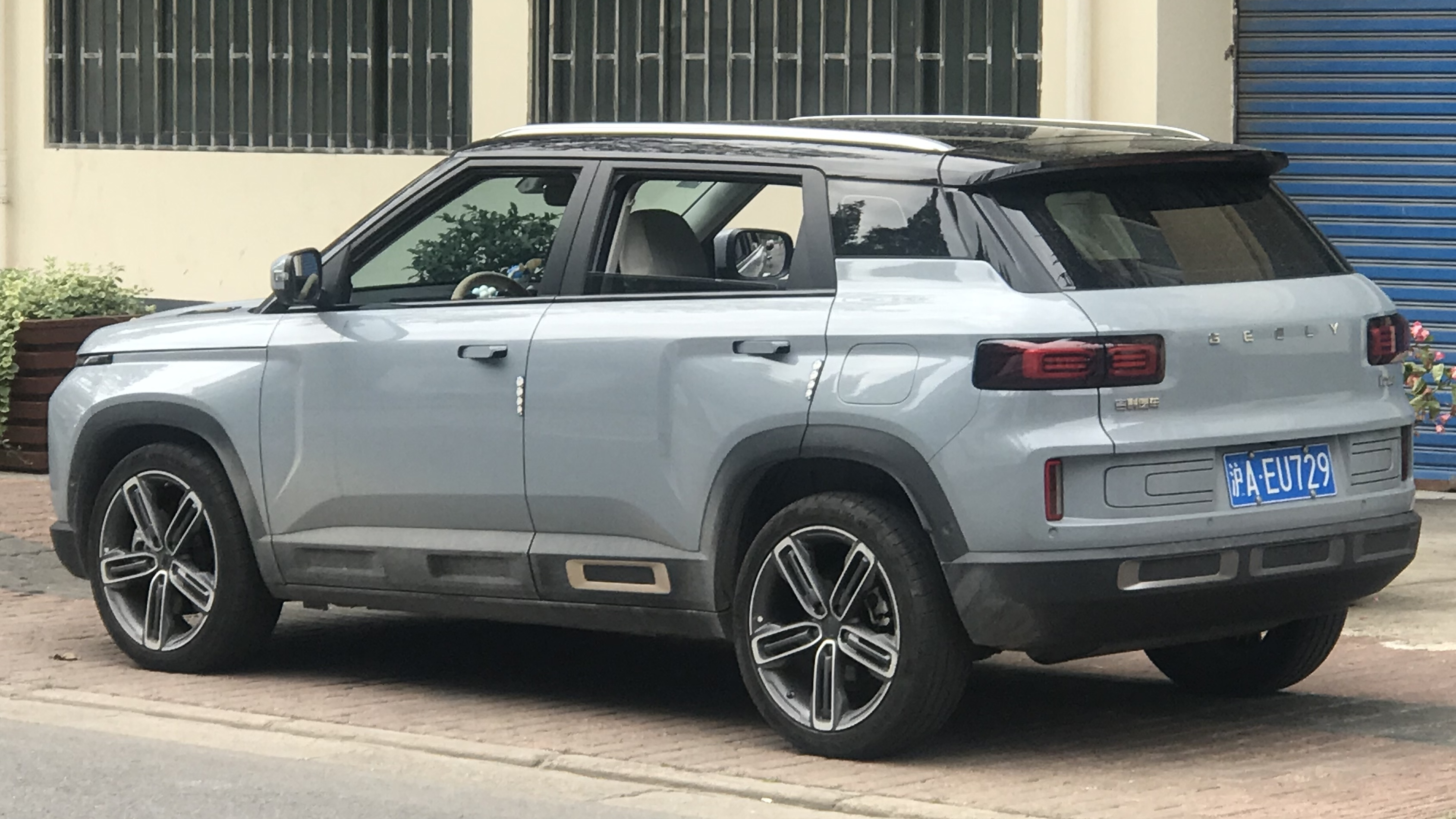
Geely Icon

Впервые модель была представлена на Пекинском международном автосалоне в 2018 году, как концепт-кар ICON SUV Concept. Дизайн разработан в Шанхае, на предприятии Geely Design. Серийный выпуск автомобиля был налажен в разгар пандемии COVID-19 в Китае. Для чистоты и комфорта в автомобиль встроена интеллектуальная система очистки воздуха N95.

## Особенности
Автомобиль Geely Icon оснащён двигателем внутреннего сгорания JLH-3G15TD мощностью 175 л. с. и крутящим моментом 255 Н*м. Трансмиссия — 7-ступенчатая, с двойным сцеплением.
В целях безопасности автомобиль оборудован 12 радарами и 5 камерами, круиз-контролем и другим оборудованием.

## Geely Cowboy
Geely Cowboy, являющийся «внедорожной» версией Geely Icon, был запущен в производство в 2024 году.

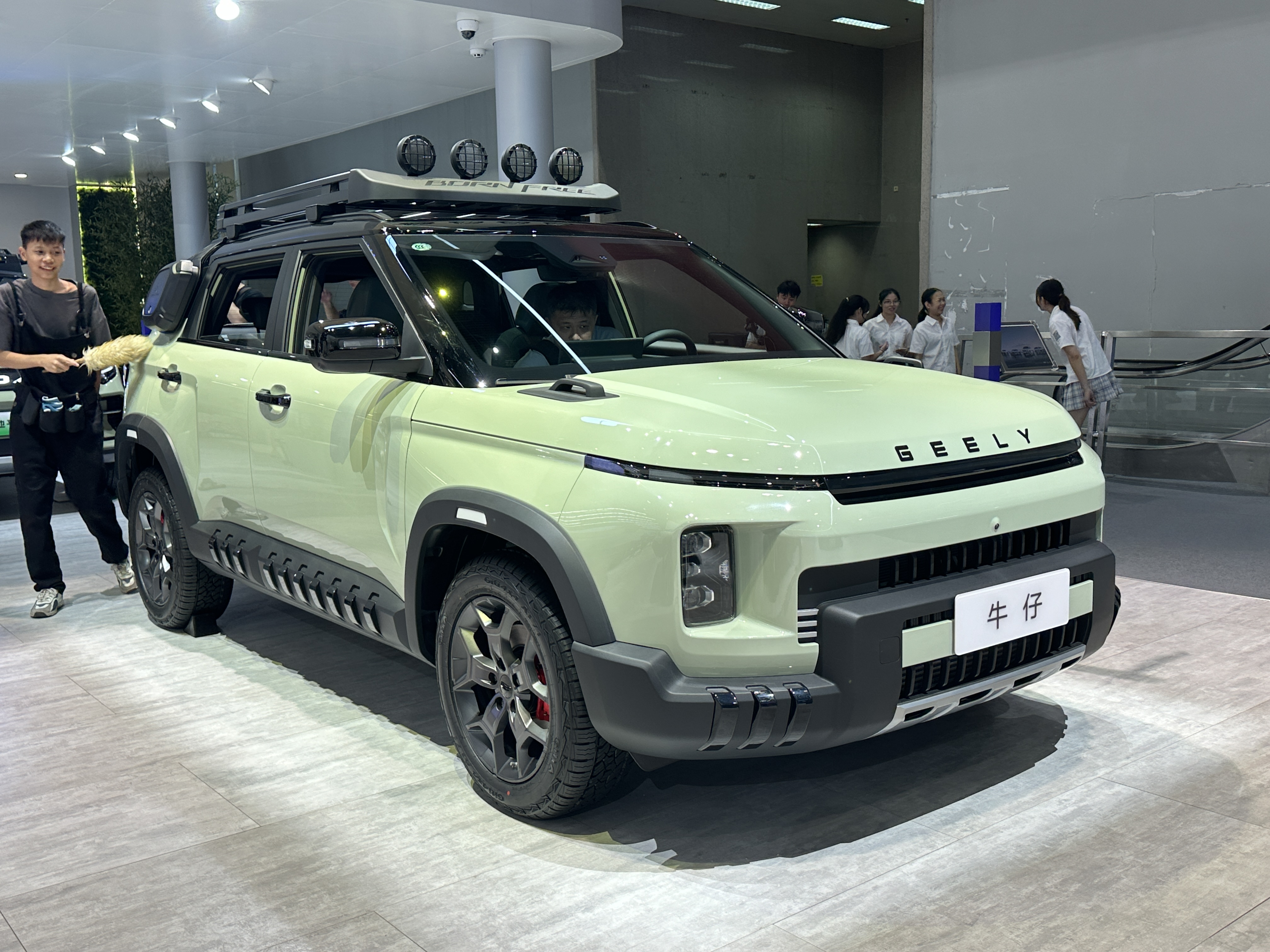
Вид спереди
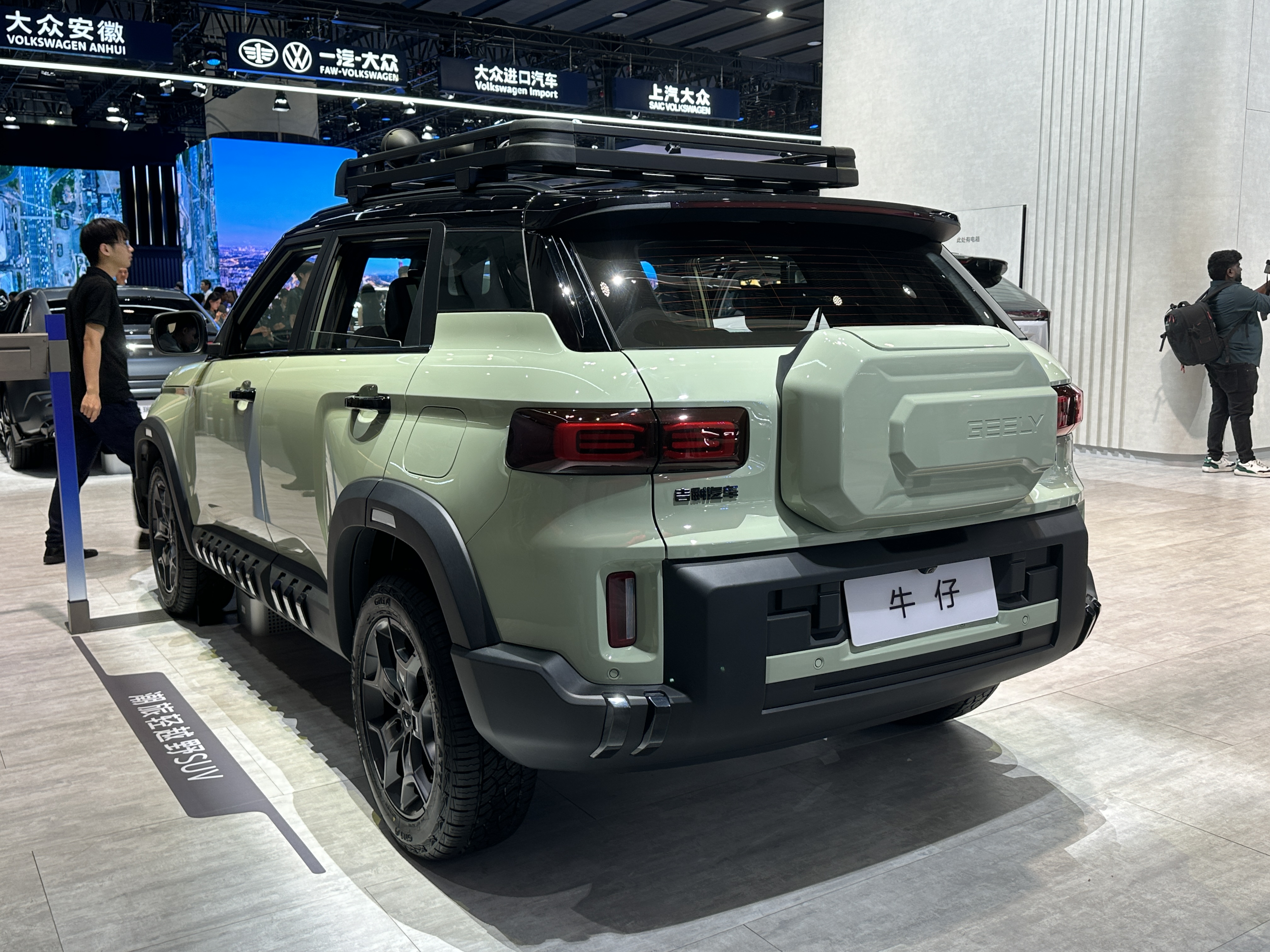
Вид сзади